# Lauren Hoffman
Pour l’article homonyme, voir Hoffman.
Lauren Hoffman est une auteure-compositrice-interprète américaine. Elle était sous contrat avec Virgin Records American et a sorti son premier album Megiddo en 1997. Elle s'est séparée de son premier label en 1999 à la suite de son désenchantement lié au manque de promotion à son égard,, alors que Virgin lançait son deuxième album From the Bluehouse la même année. Son troisième album Choreography est sorti en 2006, suivi d'un quatrième Interplanetary Traveler en 2010.

## Discographie

### Albums
- Megiddo (1997)
- From The Blue House (1999)
- Choreography (2006)
- Interplanetary Traveler (2010)
- Family Ghost (2017)

Les pochettes de ses albums ont été créées par Wes Freed, un illustrateur et musicien américain de Richmond en Virginie.
Megiddo est sorti sur le disque vinyle pour son 20e anniversaire en 2018.
Another Song About the Darkness (3:59) est le vingtième morceau de la compilation The Sound the Hare Heard sortie 2006 qui réunit des auteurs-compositeurs-interprètes.
Certaines de ses chansons peuvent être entendues dans la bande originale de la série américaine South of Nowhere (Ghost You Know, Magic Stick, Hope You Don't Mind, Reasons to Fall, Love In September, Broken).